# قرار مجلس الأمن التابع للأمم المتحدة رقم 2031
 قرار مجلس الأمن التابع للأمم المتحدة رقم 2031، المتخذ بالإجماع في 21 ديسمبر 2011. بعد الإشارة إلى القرار 1913 عام 2010، أعرب مجلس الأمن عن قلقه إزاء الفراغ الأمني في بعض مناطق جمهورية أفريقيا الوسطى وعن تقارير تحدثت عن استمرار انتهاكات حقوق الإنسان وأقر تمديد ولاية مكتب الأمم المتحدة لبناء السلام في افريقيا الوسطى حتى 31 يناير 2013.